# تپان
تپان، روستایی از توابع بخش مرکزی شهرستان ثلاث باباجانی در استان کرمانشاه ایران است.
این روستا با روستاهای نیرژ -زمکان-میرآباد و مله آواره همسایگی دارد 
از سمت شمال به کوه بنیگز و از سمت جنوب به کوه هفت کوه ختم می شود 
بیشترین درآمد مردم منطقه از کشاورزی و دامداری است که هردوی این موارد به شیوه سنتی درحال اجرا می باشد 

## جمعیت
این روستا در دهستان زمکان قرار دارد و براساس سرشماری مرکز آمار ایران در سال ۱۳۸۵، جمعیت آن ۴۲۷ نفر (۸۹خانوار) بوده‌است.